# Pordim
Pordim (bulharsky Пордим) je město ležící v severním Bulharsku, v Dolnodunajské nížině na úpatí Předbalkánu. Město je správním střediskem stejnojmenné obštiny a má přibližně 2 000 obyvatel.

## Historie
O existenci osídlení na území města svědčí pozůstatky raně a pozdně středověkého osídlení v lokalitách Šavarna, Dren a Selište. První písemná zmínka o obci je z roku 1430. V osmanských dokumentech figuruje pod názvem Rupça a v pozdějším období už jen pod svým současným jménem. Během rusko-turecké války se obec stala přímo součástí obléhání Plevenu. Poté, co byla 19. července 1877 dobyta ruskými vojsky, přesunul sem ruský velitel Nikolaj Nikolajevič svoje velitelství. Tehdy se v Bulharsku poprvé uskutečnilo telefonní spojení mezi ním a rumunským králem Karlem I., který byl velitelem spojeneckých vojsk. Ve vsi se 28. října téhož roku ubytoval ruský car Alexandr II. Význam obce vzrostl při výstavbě železniční trati Sofie-Varna a po jejím zprovoznění v roce 1899, od kdy zde funguje železniční stanice. Pordim byla povýšena na město 17. listopadu 1977.

## Obyvatelstvo
Ve městě žije 2 015 obyvatel a je zde trvale hlášeno 2 045 obyvatel. Podle sčítání 1. února 2011 bylo národnostní složení následující:
- Bulhaři: 1 769 (96.7 %)
- Romové: 37 (2.0 %)
- Turci: 24 (1.3 %)